# Jelenščak
Jelenščak is een plaats in de gemeente Novi Marof in de Kroatische provincie Varaždin. De plaats telt 273 inwoners (2001).